# Williamstown (Virginia Occidental)
Williamstown es una ciudad ubicada en el condado de Wood en el estado estadounidense de Virginia Occidental. En el Censo de 2010 tenía una población de 2908 habitantes y una densidad poblacional de 628,31 personas por km².

## Geografía
Williamstown se encuentra ubicada en las coordenadas 39°23′59″N 81°27′3″O / 39.39972, -81.45083. Según la Oficina del Censo de los Estados Unidos, Williamstown tiene una superficie total de 4.63 km², de la cual 3.56 km² corresponden a tierra firme y (23%) 1.06 km² es agua.

## Demografía
Según el censo de 2010, había 2908 personas residiendo en Williamstown. La densidad de población era de 628,31 hab./km². De los 2908 habitantes, Williamstown estaba compuesto por el 97.66% blancos, el 0.24% eran afroamericanos, el 0.48% eran amerindios, el 0.34% eran asiáticos, el 0.07% eran isleños del Pacífico, el 0.38% eran de otras razas y el 0.83% pertenecían a dos o más razas. Del total de la población el 0.69% eran hispanos o latinos de cualquier raza.